# سرو چمان
سرو چمان نام آلبومی است با صدای محمدرضا شجریان در دستگاه ماهور که در سال ۱۳۷۰ منتشر شد.

## شرح[۲]

### هنرمندان
- خواننده: محمدرضا شجریان
- سه تار: داریوش پیرنیاکان
- نی: جمشید عندلیبی
- تنبک: مرتضی اعیان
- شعرها: حافظ، سعدی، جواد آذر، باباطاهر
- طرح: مژگان شجریان
- تدوین: استودیو بل/ریموند موسسیان و همایون شجریان
- عکس: محمد صراف
- صدابردار: ایرج حقیقی

### فهرست
- پیش‌درآمد ماهور
- تکنوازی ساز (درآمد ماهور)
- چهارمضراب
- ساز و آواز (درآمد ماهور - گشایش - حصار ماهور - خاوران - بسته‌نگار)
- تصنیف سرو چمان آهنگ از شجریان بر غزل حافظ
- ساز و آواز (شکسته و جامه‌دران)
- تصنیف خاطر حزین، مقدمه از پیرنیاکان، آهنگ از شجریان بر غزل حافظ
- ساز و آواز (دلکش - جامه‌دران - عراق)
- ساز و آواز (قرائی - پس حصار و فرود به ماهور)
- تصنیف بی‌همزبان، آهنگ از شجریان - کلام جواد آذر